# Cervonohirka, Tokmak
Cervonohirka (în ucraineană Червоногірка) este un sat în comuna Jovtneve din raionul Tokmak, regiunea Zaporijjea, Ucraina.

## Demografie
Componența lingvistică a localității Cervonohirka
     Ucraineană (91,13%)
     Rusă (8,87%)
Conform recensământului din 2001, majoritatea populației localității Cervonohirka era vorbitoare de ucraineană (91,13%), existând în minoritate și vorbitori de rusă (8,87%).